# Justin Marshall
Pour les articles homonymes, voir Marshall.

a Compétitions nationales et continentales officielles uniquement.

b Matchs officiels uniquement.
Justin Warren Marshall, né le 5 août 1973 à Gore, est un joueur de rugby néo-zélandais évoluant au poste de demi de mêlée. Il a formé avec Andrew Mehrtens l'une des paires de demi les plus fameuses du rugby, tant chez les Blacks que chez les Canterbury Crusaders. Il est le demi de mêlée le plus capé de l'histoire du rugby néo-zélandais, mais également le meilleur marqueur d'essais à ce poste.

## Carrière

### En club
Il est l'un des rares joueurs de rugby à avoir disputé plus de 100 matchs de Super 12, compétition qu'il dispute avec la franchise des Canterbury Crusaders. Il remporte cinq titres, le dernier en 2005.
En janvier 2005, il signe en faveur du club anglais de Leeds Tykes, contrat qui prend effet après la tournée des Lions de 2005 en Nouvelle-Zélande.
En novembre 2005, il est invité avec les Barbarians français pour jouer un match contre l'Australie A à Bordeaux. Les Baa-Baas s'inclinent 42 à 12.
Dernier de la saison 2005-2006, le club est relégué en National Division 1, le deuxième niveau de club en Angleterre. Il rejoint alors la franchise galloise des Ospreys avec laquelle il signe pour deux ans. Il dispute la finale de Coupe anglo-galloise, compétition remportée par 41 à 35. Bien que la saison ne soit pas terminée, et que le club soit en lice pour l'obtention du titre en Celtic League, il obtient l'autorisation de se rendre au Japon pour disputer deux matchs avec une sélection Classic All Blacks face à la sélection japonaise. La franchise galloise remporte finalement le titre, Marshall disputant seize rencontres et inscrivant cinq essais. En Coupe d'Europe, il dispute les six rencontres de son équipe, avec deux essais, les Ospreys terminant deuxième de leur groupe.
La saison suivante, il inscrit 3 points lors de ses douze rencontres de Celtic League. En Coupe d'Europe, les Ospreys s'inclinent en quart de finale face au club anglais des Saracens, Marshall disputant les sept rencontres et marquant deux essais.
En juillet 2008, il signe en faveur du club français de Montpellier. Toutefois, il subit la concurrence d'un jeune joueur Julien Tomas. Mis à pied après avoir refusé de rentrer en jeu face au Stade toulousain, il est ensuite réintégré. Peu après, il se met d'accord avec ses dirigeants pour mettre un terme à son contrat, signant aussitôt en faveur des Saracens. Après une saison et demie avec sa nouvelle équipe avec laquelle il dispute la finale du Championnat d'Angleterre, il annonce en 2010 mettre un terme à sa carrière.

### En équipe nationale
Après des débuts internationaux contre le XV de France en 1995 à Paris, il devient rapidement un titulaire indiscutable. Il sera de toutes les campagnes du Tri-nations depuis la première édition en 1996 jusqu'en 2004, remportant cinq fois la compétition. Il participe également aux Coupe du monde de rugby 1999 et Coupe du monde de rugby 2003. Il termine sa carrière avec les Blacks après la victoire dans la série contre les Lions lors de l'été 2005 et rejoint le Championnat d'Angleterre chez les Leeds Tykes.

## Palmarès
- 3e de la Coupe du monde en 2003
- Vainqueur du Super 12 en 1998, 1999, 2000, 2002 et 2005
- Finaliste du Super 12 en 2003 et 2004
- Vainqueur du Tri-nations en 1996, 1997, 1999, 2002 et 2003
- Finaliste de la Coupe anglo-galloise en 2007
- Finaliste du Championnat d'Angleterre en 2010

## Statistiques

### En club
- 118 matchs de Super 12/14

### En équipe nationale
De 1995 à 2005, Justin Marshall compte 81 sélections avec les All-Blacks, inscrivant 120 points. Avec les Kiwis, il dispute deux Coupe du monde en 1999 et 2003. Il participe à neuf éditions du Tri-nations en 1996, 1997, 1998, 1999, 2000, 2001, 2002, 2003 et 2004.